# Ernst Fuchs (Jurist)
Ernst Fuchs (* 15. Oktober 1859 in Weingarten bei Karlsruhe als Samuel Fuchs; † 10. April 1929 in Karlsruhe) war ein deutscher Rechtsanwalt und Freirechtler.

## Leben
Ernst Fuchs wuchs als Sohn eines streng religiösen, jüdischen Viehhändlers in einer kinderreichen Familie auf. 1871 zog die Familie nach Karlsruhe. Dort besuchte er das Großherzogliche Gymnasium. Um eine weitere Klasse zu überspringen, wechselte er an ein Gymnasium in Heilbronn. Von 1876 an bis 1880 studierte er Rechtswissenschaften an den Universitäten Heidelberg und Straßburg. 1884 wurde er als Anwalt am Landgericht Karlsruhe zugelassen. Er verteidigte Sozialisten in der Zeit der Sozialistengesetze. 1894 wurde er Anwalt am Oberlandesgericht Karlsruhe. Fuchs gehörte zum Reformjudentum. So schlug er vor, von Staats wegen den Sabbat auf den Sonntag zu verlegen. Die ihm familiär bekannte strikte Sabbatruhe führte zu Kollisionen mit dem für den Rechtsverkehr so erheblichen Ende von Fristen. Damals war nur der Sonntag geschützt (vgl. aber heute § 193 BGB idF. ab 1. Oktober 1965). Ausdruck seiner Befürwortung der Assimilation war die Änderung seines Vornamens Samuel in Ernst 1899. Er wurde wiederholt in den Kammervorstand des badischen Anwaltsvereins gewählt.

## Freirechtsbewegung
Der Einführung des BGB stand er skeptisch gegenüber. Diese Kodifikation band die Rechtsprechung, was Fuchs bewog, sich der Freirechtsbewegung anzuschließen. Die Konzeption seines Buchs „Schreibjustiz und Richterkönigtum“ (1907) basiert – wie bei Eugen Ehrlich (1862–1922) und Hermann Kantorowicz (1877–1940) – auf der Erkenntnis der Lückenhaftigkeit der Rechtsordnung. Die Lückenfüllung könne weder durch Analogie oder Umkehrschluss, sondern durch „soziologische Methode“ erreicht werden, wobei Richter auch die jeweilige Verkehrssitte der Entscheidung zu Grunde zu legen haben. Ernst Fuchs versuchte den überkommenen Rechtspositivismus zu überwinden (1925): „Die systemlogische Jurisprudenz hat die einzige Wirkung, das gute Recht durchschnittlich etwa ein Jahrzehnt zu unterdrücken. Das natürliche Rechtssuchen des RWG dagegen bringt es zum sofortigen Sieg, erspart also viel Elend, Kämpfe und Kosten. Soweit die heutige Jurisprudenz nicht rein systemlogisch bleibt, ist sie meist die Kunst, das was nach geheimer Ansicht des Richters billig und praktisch ist, so aus Normen abzuleiten, als ob es unmittelbar und nicht durch § 242 BGB nur mittelbar befohlen wäre... Im Mittelpunkt der Rechtsforschung und des Rechtsunterricht i.e.S. darf nicht ferner die Frage stehen: was steht geschrieben?, sondern was ist gerecht und verständig? Es muss dem Rechtsjünger von vornherein in die Seele gehämmert werden, dass das Gerechte und Verständige mit seltenen Ausnahmen das vom Gesetz Gemeinte und Gewollte ist; dass es daher zunächst gilt, jenes zu finden. Damit tritt die Gesetzeskunde nebst der alten Systemdialektik in die ihr gebührende zweite Stelle.“ Sein vielbeachteter Umsetzungsvorschlag war 1912 die Forderung nach einer „Rechtsklinik“ an Universitäten, in der induktiv-reales Beobachten anstelle begrifflich archivierten Ableitens gelehrt werde. Juristische Ratsuchende werden behandelt, als Vorlesungsgegenstand als auch gratis. „Wenn es die erste und vornehmste Aufgabe des Richters ist, den Lebens- und Verkehrsbedürfnissen gerecht zu werden und sich von den Erfahrungen des Lebens leiten zu lassen, wie das RG 100, 123 schön und treffend sagt, dann ist es auch die erste und vornehmste Pflicht einer wahren Rechtswissenschaft, diese Verkehrsbedürfnisse zu erforschen und ihre Jünger dieses Erforschen zu lehren.“ („Die Justiz“, Bd. 1 (1925/26), 22 ff.) Eine prägnante Zusammenfassung seiner Thesen hat Fuchs in seiner letzten Schrift „Was will die Freirechtsschule?“ (1929) vorgelegt. Hier befand er, dass sich das Reichsgericht in seiner Aufwertungsrechtsprechung 1924 (vgl. „Mark ist Mark“) „dem freirechtlichen Standpunkt annähere und das Recht richterlich fortbilde“ (Richterliche Rechtsfortbildung ist heute in § 132 Abs. 4 GVG normativ verankert). Die Aufwertungsrechtsprechung war nicht unumstritten, denn im Kern geht es um die Frage, inwiefern Richter an das Gesetz gebunden sind. In der Schrift setzte er sich mit der zunehmenden Instrumentalisierung der Freirechtslehren auseinander. Vor 1914 wurden Freirechtslehrer dem freisinnigen Spektrum zugeordnet. Die Instrumentalisierung zeigt die Staatsrechtslehrertagung 1926 in Münster, in der Erich Kaufmann – ehemals strenger staatsrechtlicher Positivist – eine neue, naturrechtlich geprägte Rechtsauffassung vertrat: „Der Gesetzgeber ist nicht Schöpfer des Rechts. ... der Staat schafft nicht Recht, der Staat schafft Gesetze; und Staat und Gesetz stehen unter dem Recht.“ 1927 hielt Fritz Marschall von Bieberstein einen Vortrag, der in der Literatur breit diskutiert wurde: „Vom Kampf des Rechts gegen die Gesetze“, Stuttgart 1927. Ernst Fuchs hatte zum demokratischen Gesetzgeber ein positives Verhältnis, was seine Tätigkeit in der republiktreuen Zeitschrift „Die Justiz“, einer Monatsschrift für die Erneuerung des deutschen Rechtslebens, zeigte. Ab 1925 war Fuchs Hauptmitarbeiter dort. In seiner letzten Schrift „Was will die Freirechtsschule?“ schreibt er den Juristen ins Stammbuch (1929) „Tatsachensinn und Mutterwitz“ sind notwendig und setzte hinzu: „Anders ist gegen das Unrecht, das von juristischen Handwerkern gutgläubig verübt wird, kein Kraut gewachsen.“ Für das Studium fordert er die Beschäftigung mit den „viel reizvolleren, fesselnden Tat- und Beweisfragen, die zugleich viel schwieriger und wichtiger sind“. Am 10. April 1929 verstarb Ernst Fuchs in Karlsruhe.

## Familie
Sein Sohn und Sozius im Anwaltsberuf Albrecht Fuchs (1893–1972) emigrierte unter den Nazis 1939 nach Australien. Dort nahm er den Namen Albert S. Foulkes an. Er gab das Gesamtwerk Fuchs’ „Gesammelte Schriften zur Freirechtslehre und Rechtsreform“, heraus. Seine Tochter Edith Fuchs (1897–1942) wurde in Auschwitz ermordet.

## Ehrungen
Einen Monat vor seinem Tod erhielt er die Ehrendoktorwürde seiner alma mater Heidelberg verliehen.

## Schriften
- Gerechtigkeitswissenschaft. Ausgewählte Schriften zur Freirechtslehre (Hrsg. von Albert S. Foulkes u. Arthur Kaufmann), C. F. Müller, Karlsruhe 1965.
- Gesammelte Schriften über Freirecht und Rechtsreform (Hrsg. von Albert S. Foulkes), Drei Bände, Scientia Verlag, Aalen:
  - Bd. 1, Schreibjustiz und Richterkönigtum : die Gemeinschädlichkeit der konstruktiven Jurisprudenz sowie vier kleinere Abhandlungen (1970), ISBN 978-3-511-03881-6.
  - Bd. 2, Juristischer Kulturkampf sowie 15 kleinere Aufsätze (1973), ISBN 978-3-511-03882-3.
  - Bd. 3, 20 kleinere Aufsätze, Besprechungen, Ehrungen und Nachrufe, Briefe, Personenregister zu allen 3 Bänden (1975), ISBN 978-3-511-03883-0.